# ويلهلم بوش (كاتب)
ويلهلم بوش (بالألمانية: Wilhelm Busch)‏ هو مقاوم وكاتب ألماني، ولد في 27 مارس 1897 في إلبرفيلد في ألمانيا، وتوفي في 20 يونيو 1966 في لوبيك في ألمانيا.